# 垂水千佳
垂水 千佳（たるみ ちか、1982年11月12日 - ）は、南気象予報士事務所所属の気象予報士。

## 人物・経歴
福岡県北九州市出身（本人曰く小倉生まれで八幡の育ち）。大学卒業後の2005年に地元NHK北九州放送局入局、以後夕方のニュース番組キャスターを担当。
2013年3月にNHK北九州放送局を退局。2013年4月にNHK神戸放送局に入局し引き続き夕方のニュース番組を担当。
趣味はスポーツ観戦。特にサッカー観戦は公式プロフィールによると人が変わったように熱狂的な応援をするという。その関係で、北九州局勤務時代は当時まだ九州サッカーリーグ所属だったニューウェーブ北九州の追っかけ取材も担当、その後クラブがJFL昇格、Jリーグに加盟しギラヴァンツ北九州となっても取材していた。神戸局時代はヴィッセル神戸、INAC神戸レオネッサの試合を観戦していた。
2007年、気象予報士の試験に合格した。

## 現在の担当番組
- ウイークエンド関西（2018年4月7日 - ）
- ほっと関西 （火曜 - 金曜 2024年4月2日 - ）

## 過去の担当番組

### NHK北九州放送局時代
- NEWSシャトル北九州（2005年4月 - 2008年3月28日）
- こんばんは北九州（ - 2013年3月15日）[1]
- Jリーグ中継 ピッチサイドリポート[2]
- ぐるっと8県 九州沖縄 北九州・関門・筑豊の天気とお知らせ
- リバスタ音楽館（2008年10月 - 2009年3月）
- きたきゅうたまご

### NHK神戸放送局時代
- ニュースKOBE発（2013年4月 - 2018年3月）

### NHK大阪放送局時代
- てれまさむね（2022年9月20日 - 9月22日、2023年9月19日 - 9月22日、NHK仙台）気象キャスター、同じ事務所の篠原正が夏休みのため代行。マスコットキャラクターの「やっぺえ」をやっぺえさんと呼ぶ。
- 「ニュース きん5時」気象コーナー（2022年12月9日）
- クマロク!（2023年6月20日 - 6月22日[3]、NHK熊本）気象キャスター、同じ事務所の結城弘汰が休みのため代行。
- 下記はいずれも、同じ事務所の坂下恵理の休養に伴う代役として、2023年10月17日 - 12月28日に担当。
  - 列島ニュース（火曜 - 金曜担当）
  - ほっと関西（火曜 - 金曜担当）